# Kemmerode
Kemmerode ist ein Ortsteil der Gemeinde Kirchheim im osthessischen Landkreis Hersfeld-Rotenburg.

## Geographische Lage
Kemmerode liegt etwa 5 km südwestlich des Kirchheimer Kernorts in den Südausläufern des Knüllgebirges. Durchflossen wird es von der Ibra, an der wenige Hundert Meter ostsüdöstlich des Dorfs beim Nachbarort Reimboldshausen der Ibrastausee (auch Parksee genannt) liegt.

## Geschichte

### Ortsgeschichte
Die älteste bekannte schriftliche Erwähnung von Kemmerode erfolgte im Jahr 1318. Der Ortsname, der mit -rode endet, lässt auf eine Rodung schließen, auf der der Ort gegründet wurde. Kemmerode war ein Dorf des Gerichts Niederaula, dessen Gerichtsbarkeit wurde 1318 durch die Landgrafschaft Hessen an die von Hattenbach verpfändete. 1396 besaßen sie Dorf und Gericht, 1495 noch die Hälfte des Dorfes als Pfand.
Zum 1. Februar 1971 wurde die bis dahin selbständige Gemeinde Kemmerode im Zuge der Gebietsreform in Hessen auf freiwilliger Basis in die Gemeinde Kirchheim eingegliedert. Für Kemmerode, wie für alle bei der Gebietsreform nach Kirchheim eingegliederten Gemeinden sowie für die Kerngemeinde, wurden Ortsbezirke mit Ortsbeirat und Ortsvorsteher nach der Hessischen Gemeindeordnung gebildet.

### Verwaltungsgeschichte im Überblick
Die folgende Liste zeigt die Staaten und Verwaltungseinheiten, denen Kemmerode angehört(e):
- 1348: Heiliges Römisches Reich, Reichsabtei Hersfeld, Amt Niederaula
- ab 1378: Heiliges Römisches Reich, Landgrafschaft Hessen (1402–1458 Abtei Hersfeld), Amt Niederaula
- ab 1648: Heiliges Römisches Reich, Landgrafschaft Hessen-Kassel, Fürstentum Hersfeld, Amt Niederaula
- ab 1806: Landgrafschaft Hessen-Kassel, Fürstentum Hersfeld, Amt Niederaula
- 1807–1813: Königreich Westphalen, Departement der Werra, Distrikt Hersfeld, Kanton Niederaula
- ab 1815: Kurfürstentum Hessen, Fürstentum Hersfeld, Amt Niederaula[8]
- ab 1821: Kurfürstentum Hessen, Provinz Fulda, Kreis Hersfeld[9][Anm. 2]
- ab 1848: Kurfürstentum Hessen, Bezirk Hersfeld
- ab 1848: Kurfürstentum Hessen, Bezirk Hersfeld
- ab 1851: Kurfürstentum Hessen, Provinz Fulda, Kreis Hersfeld
- ab 1867: Königreich Preußen, Provinz Hessen-Nassau, Regierungsbezirk Kassel, Landkreis Fulda
- ab 1871: Deutsches Reich, Königreich Preußen, Provinz Hessen-Nassau, Regierungsbezirk Kassel, Kreis Hersfeld
- ab 1918: Deutsches Reich, Freistaat Preußen, Provinz Hessen-Nassau, Regierungsbezirk Kassel, Kreis Hersfeld
- ab 1944: Deutsches Reich, Freistaat Preußen, Provinz Kurhessen, Landkreis Hersfeld
- ab 1945: Deutsches Reich, Amerikanische Besatzungszone, Groß-Hessen, Regierungsbezirk Kassel, Landkreis Hersfeld
- ab 1946: Deutsches Reich, Amerikanische Besatzungszone, Hessen, Regierungsbezirk Kassel, Landkreis Hersfeld
- ab 1949: Bundesrepublik Deutschland, Hessen, Regierungsbezirk Kassel, Landkreis Hersfeld
- ab 1971: Bundesrepublik Deutschland, Hessen, Regierungsbezirk Kassel, Landkreis Hersfeld, Gemeinde Kirchheim
- ab 1972: Bundesrepublik Deutschland, Hessen, Regierungsbezirk Kassel, Landkreis Hersfeld-Rotenburg, Gemeinde Kirchheim

## Bevölkerung

### Einwohnerstruktur 2011
Nach den Erhebungen des Zensus 2011 lebten am Stichtag dem 9. Mai 2011 in Kemmerode 66 Einwohner. Darunter waren 3 (4,5 %) Ausländer.
Nach dem Lebensalter waren 9 Einwohner unter 18 Jahren, 24 zwischen 18 und 49, 18 zwischen 50 und 64 und 15 Einwohner waren älter. Die Einwohner lebten in 27 Haushalten. Davon waren 6 Singlehaushalte, 15 Paare ohne Kinder und 27 Paare mit Kindern, sowie 3 Alleinerziehende und keine Wohngemeinschaften. In 6 Haushalten lebten ausschließlich Senioren und in 27 Haushaltungen lebten keine Senioren.

### Einwohnerentwicklung
| Kemmerode: Einwohnerzahlen von 1834 bis 2015 | Kemmerode: Einwohnerzahlen von 1834 bis 2015 | Kemmerode: Einwohnerzahlen von 1834 bis 2015 | Kemmerode: Einwohnerzahlen von 1834 bis 2015 | Kemmerode: Einwohnerzahlen von 1834 bis 2015 |
| --- | -------------------------------------------- | -------------------------------------------- | -------------------------------------------- | -------------------------------------------- |
| Jahr |                                              |                                              |                                              | Einwohner                                    |
| 1834 | 1834                                         |                                              | 105                                          | 105                                          |
| 1840 | 1840                                         |                                              | 92                                           | 92                                           |
| 1846 | 1846                                         |                                              | 93                                           | 93                                           |
| 1852 | 1852                                         |                                              | 100                                          | 100                                          |
| 1858 | 1858                                         |                                              | 91                                           | 91                                           |
| 1864 | 1864                                         |                                              | 106                                          | 106                                          |
| 1871 | 1871                                         |                                              | 89                                           | 89                                           |
| 1875 | 1875                                         |                                              | 81                                           | 81                                           |
| 1885 | 1885                                         |                                              | 89                                           | 89                                           |
| 1895 | 1895                                         |                                              | 77                                           | 77                                           |
| 1905 | 1905                                         |                                              | 79                                           | 79                                           |
| 1910 | 1910                                         |                                              | 82                                           | 82                                           |
| 1925 | 1925                                         |                                              | 101                                          | 101                                          |
| 1939 | 1939                                         |                                              | 74                                           | 74                                           |
| 1946 | 1946                                         |                                              | 136                                          | 136                                          |
| 1950 | 1950                                         |                                              | 133                                          | 133                                          |
| 1956 | 1956                                         |                                              | 100                                          | 100                                          |
| 1961 | 1961                                         |                                              | 98                                           | 98                                           |
| 1967 | 1967                                         |                                              | 86                                           | 86                                           |
| 1970 | 1970                                         |                                              | 77                                           | 77                                           |
| 1980 | 1980                                         |                                              | ?                                            | ?                                            |
| 1990 | 1990                                         |                                              | ?                                            | ?                                            |
| 2000 | 2000                                         |                                              | ?                                            | ?                                            |
| 2006 | 2006                                         |                                              | 74                                           | 74                                           |
| 2010 | 2010                                         |                                              | 61                                           | 61                                           |
| 2011 | 2011                                         |                                              | 66                                           | 66                                           |
| 2015 | 2015                                         |                                              | 75                                           | 75                                           |
| Datenquelle: Historisches Gemeindeverzeichnis für Hessen: Die Bevölkerung der Gemeinden 1834 bis 1967. Wiesbaden: Hessisches Statistisches Landesamt, 1968. Weitere Quellen: LAGIS; Zensus 2011 Ab 2006 Daten jeweils zum Stichtag 31. Dezember des jeweiligen Jahres ohne Nebenwohnsitze |                                              |                                              |                                              |                                              |

### Historische Religionszugehörigkeit
| • 1885: | 89 evangelische (= 100 %) Einwohner                                |
| • 1961: | 97 evangelische (= 98,98 %), ein katholischer (= 1,02 %) Einwohner |

## Politik
Für den Ortsteil Kemmerode besteht ein Ortsbezirk (Gebiete der ehemaligen Gemeinde Kemmerode) mit Ortsbeirat und Ortsvorsteher nach der Hessischen Gemeindeordnung. Der Ortsbeirat besteht aus fünf Mitgliedern. Nach den Kommunalwahlen in Hessen 2021 gesteht der Ortsbeirat aus fünf fraktionslosen Mitgliedern. Diese wählten Ralf Hellwig zum Ortsvorsteher.

## Sehenswürdigkeiten
Für die unter Denkmalschutz stehenden Kulturdenkmale des Ortes siehe die Liste der Kulturdenkmäler in Kemmerode.

## Verkehrsanbindung
Westlich von Kemmerode zweigt im direkt benachbarten Schwalm-Eder-Kreis von der Landesstraße 3294 (Ibra–Machtlos) die Kreisstraße 129 ab, die im Landkreis Hersfeld-Rotenburg in die K 32 (Kemmerode–Reimboldshausen) übergeht. Auf ihrem Weg von Niederaula nach Kirchheim fährt die Buslinie 383 der Regionalverkehr Kurhessen montags bis freitags durch den Ort. Hier verkehrt auch das AST.